# 欧洲国家和地区对俄罗斯入侵乌克兰的反应
以下为2022年俄罗斯入侵乌克兰欧洲国家和地区的表态立场。

## 各国反应

### 阿尔巴尼亚
阿爾巴尼亞總統伊利爾·梅塔於2022年2月24日召開國家安全委員會會議，並發表聲明「強烈譴責俄羅斯對烏克蘭的軍事攻擊」，稱其為「無端和無理的升級」，「構成違反國際法、聯合國憲章、明斯克協議和布達佩斯備忘錄，並破壞整個歐洲的安全與和平」，同時對失去的生命表示悲痛，並「充分聲援烏克蘭人民及其民主機構」，總理埃迪·拉馬當天早些時候在推特上發表了類似的聲明。外交部部長奧爾塔·沙奇卡 和駐聯合國大使費里特·霍查在安全理事會會議上與美國一起呼籲聯合國對一項決議進行投票，該決議譴責俄羅斯的行動，意圖迫使俄羅斯訴諸否決權。在北約峰會後，拉瑪表示，阿爾巴尼亞將準備歡迎數千名逃離戰爭的烏克蘭難民。

### 安道尔
安道爾政府譴責入侵行動，首相哈维尔·埃斯波特更進一步呼籲和平，稱「戰爭不應該是追索權力」。

### 亞美尼亞
亞美尼亞政府表示希望通過外交對話解決兩個友好國家之間現有的問題，並宣布願意接收難民。

### 奥地利
奧地利總理卡爾·內哈默譴責俄羅斯的襲擊，並宣佈奧地利聲援烏克蘭。

### 
亞塞拜然總統伊利哈姆·阿利耶夫已提出組織烏克蘭和俄羅斯之間會談的計畫 ，並向烏克蘭提供了人道主義援助 。

### 比利时
比利時首相亞歷山大·德克羅表示，歐盟需要制裁俄羅斯，特別是針對「統治精英」的制裁。比利時首相亞歷山大·德克羅在2月27日宣布向烏克蘭提供包括2000支機槍及3800噸燃料的軍事援助。3月29日，比利时外交部以间谍和威胁安全罪名為由驱逐21名俄罗斯外交官。

### 保加利亚
保加利亞總理基里勒·佩特科夫在譴責入侵時稱：「我們看到這種侵略並不是烏克蘭當局挑起的，這種行動在歐洲是不可被接受的。」不過表示保加利亞不會向烏克蘭提供戰鬥機。3月，保加利亚宣布俄罗斯驻保加利亚大使馆的10名外交官为“不受欢迎的人”。4月18日，俄羅斯表示保加利亚驻莫斯科大使馆的数名工作人员为“不受欢迎的人”。

### 
波赫主席團代表熱利科·科姆希奇表示，波赫將在其能力範圍內支持烏克蘭。三方主席团的克罗地亚和波斯尼亚成员发表了各自的谴责俄罗斯入侵的单独声明，但塞族成员米洛拉德·多迪克没有，而是表示波斯尼亚和黑塞哥维那是中立的，他在前一天表示事件表明这是一个好的 波黑决定不加入北约，也不支持制裁。 

### 瑞士
瑞士外交部發表聲明，認為俄羅斯的行為是「入侵」及「嚴重違反國際法」，而瑞士聯邦總統伊尼亞齊奧·卡西斯宣布瑞士會支持歐盟對俄羅斯在旅行和金融領域上的制裁，但瑞士最初仍未決定直接對俄羅斯實施制裁。總統卡西斯在2022年2月28日舉行的記者會上宣布瑞士放棄過往一直採取的中立國政策，全面採納歐盟對俄羅斯實施的制裁措施，包括凍結俄羅斯政府及俄羅斯總統在內的336人在瑞士的資產，對俄羅斯飛機封鎖領空等，卡西斯譴責俄羅斯對烏克蘭的侵略是對自由、民主、平民、自由國家機構的攻擊，在國際、政治及道德上都不能被接受，在這個黑暗日子瑞士會與烏克蘭人站在一起，希望制裁能使俄羅斯當局改變主意。

### 賽普勒斯
賽普勒斯總統尼科斯·阿納斯塔西亞迪斯在推特上以「最強烈的措辭」譴責入侵，並且說「我們非常失望地目睹了違反國際法的事情，作為一個國家，我們不能不譴責侵犯一個獨立國家主權和領土完整的類似行為」。與此同時，賽普勒斯外交部部長约翰尼斯·卡苏利季斯呼籲停火，表示「這些是歐洲內部的軍事行動，自第二次世界大戰結束以來一直避免」。

### 捷克
捷克總統米洛什·澤曼表示，入侵是「無端的侵略行為」，並在向全國發表講話時稱「俄羅斯犯下了危害和平罪」，呼籲對俄羅斯實施嚴厲制裁，儘管他在幾天前堅持認為俄羅斯人不會攻擊烏克蘭，稱因為「他們不是瘋子，發動一場對他們弊大於利的行動」，他還是在2月24日承認自己「錯了」。
捷克總理彼得·費亞拉表示，捷克政府已經撤回了俄羅斯在卡羅維瓦利和布爾諾的領事館的運營協定，並暫停了他們在聖彼德堡和葉卡捷琳堡領事館的運營，並且還停止為俄羅斯公民發放簽證。他還宣佈，共和國將堅持採取最嚴格的反俄制裁，並對俄羅斯採取最嚴厲的立場。

### 德国
德國政府在俄羅斯於2022年2月24日全面入侵烏克蘭後改變不提供武器支援的立場，在2月27日決定向烏克蘭提供反坦克武器及地對空導彈，同時批准荷蘭及愛沙尼亞向烏克蘭轉交採購自德國的武器。總理奥拉夫·朔尔茨在聯邦議會發表演說時表示俄羅斯侵略烏克蘭是歐洲局勢的轉折點，德國需要改變過往的做法，包括加強防衛以維持國家的自由和民主制，將會增加國防開支、提升軍備，同時建立天然氣戰略儲備，降低對俄羅斯天然氣的依賴。德國宣佈禁止俄罗斯飞机进入该国领空。
2022年2月27日，德國聯邦議院豎立起烏克蘭國旗，除了右翼政黨德國另類選擇外所有議員一同站立向駐德烏克蘭大使鼓掌致意。德國另類選擇的副主席愛麗絲·魏德爾接受媒體訪問時指俄羅斯攻擊烏克蘭是確實地違反了國際法，但同時又批評西方未能及早讓烏克蘭保持中立並任由北約東擴而導致這次軍事行動。
4月4日，德國總統法蘭-禾特·施泰因邁爾表示自己和堅持建造北溪2號天然氣管道的其他人都要誠實地認錯，施泰因邁爾稱原本不相信俄羅斯總統普京會為了帝國主義的瘋狂，而徹底毀滅自己國家的經濟、政治和道德，但顯然是他判斷錯了，他們未能共同建立歐洲大家庭，德國過往嘗試將俄羅斯納入歐洲共同安全架構的做法是失敗的。

### 丹麦
丹麥首相梅特·弗雷德里克森表示，這是「世界和平的黑暗日子」，同時表示政府準備接受烏克蘭難民。

### 西班牙
西班牙總理佩德羅·桑傑士在參加由國王菲利普六世主持的西班牙國家安全委員會例行會議之後，通過推特譴責俄羅斯政府在烏克蘭領土上「不可容忍的軍事行動」。
西班牙外交部部長何塞·曼努埃爾·阿爾巴雷斯也在推特上表示，俄羅斯的襲擊「毫無道理」和「公然違反國際法」，同時宣布西班牙正在與歐盟夥伴和北約盟國協調。
西班牙國防部部長瑪格麗塔·羅夫萊斯認為，俄羅斯的行動「異常嚴重」並要求對俄羅斯實施「非常嚴厲」的制裁，同時表明烏克蘭土地上不會有北約部隊，因為該國「不是北約成員國」。2月27日，她宣佈向烏克蘭運送20噸國防軍事裝備，並提出了將西班牙F103護衛艦與北約任務一起發送的請求。

### 爱沙尼亚
愛沙尼亞總理卡婭·卡拉斯稱，俄羅斯是「整個歐洲的威脅」。
此外，愛沙尼亞政府於2022年8月18日起，禁止俄羅斯公民入境，以回應俄羅斯入侵烏克蘭。
而在2023年中，愛沙尼亞政府著手修訂《公民法》，剝奪原籍為俄、白兩國外國人護照持有人的地方投票權。

### 芬兰

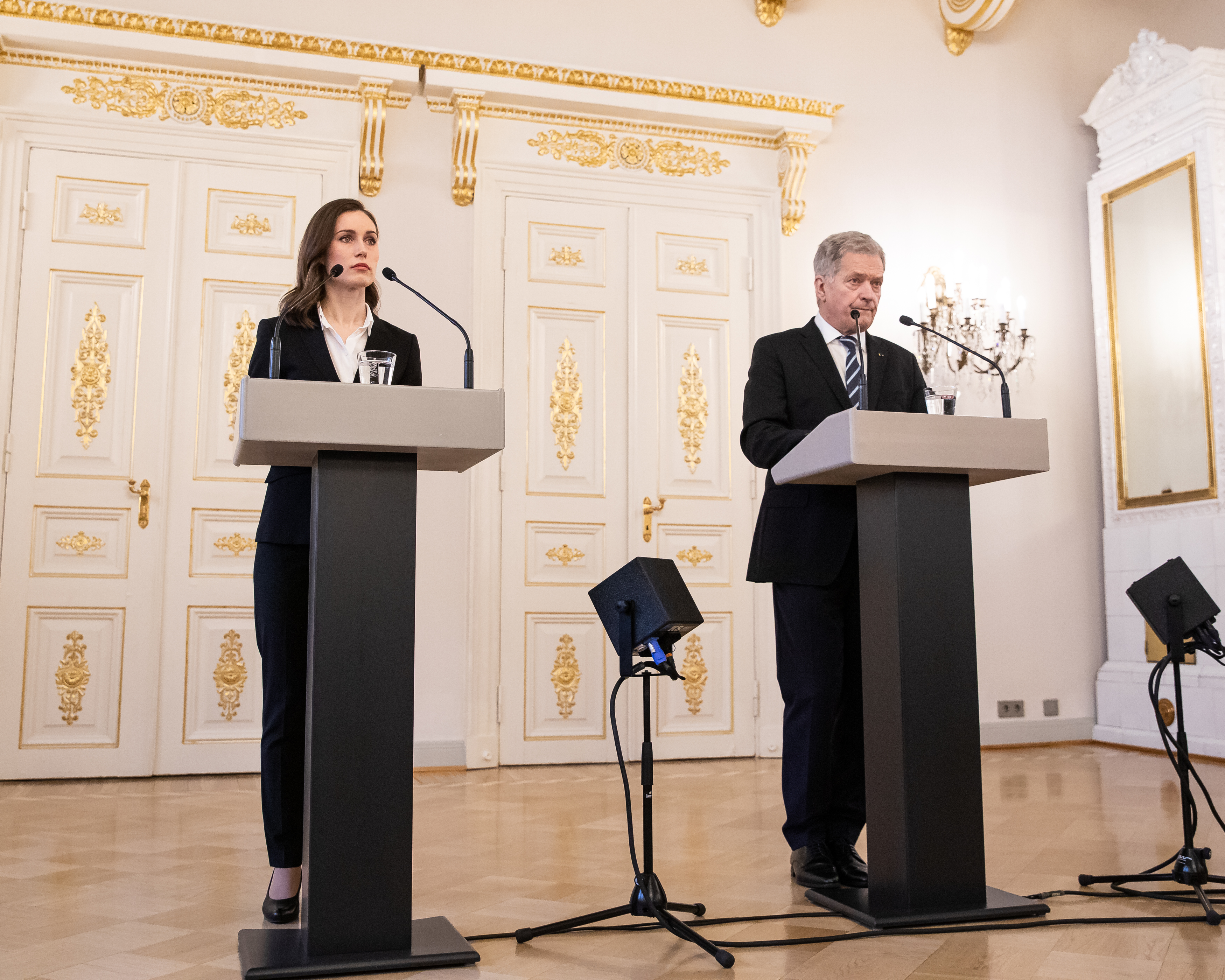
2022年2月24日，芬蘭總統紹利·尼尼斯托及總理桑娜·馬林在記者會上談及有關烏克蘭的情況

芬蘭總統紹利·尼尼斯托譴責俄羅斯的襲擊，要求俄羅斯立即停止軍事行动，並稱「面具現在已經脫落，只有戰爭的冷臉可見。」
芬蘭總理桑娜·馬林表示俄羅斯的入侵將改變週遭國家與北約成員資格的辯論，並在推特上稱：「這次襲擊嚴重違反了國際法，威脅到眾多平民的生命。芬蘭對烏克蘭和烏克蘭人表示堅定的支持，我們正在尋找增加支援的方法。芬兰會与国际社会站在一起一同支持乌克兰。」 2022年2月25日，俄罗斯外交部发言人威胁，如果芬兰试图加入北约，将会产生“军事和政治后果”。
2022年2月28日，芬蘭政府決定向烏克蘭提供軍事援助，包括2500支突擊步槍、15萬發子彈、1500件反坦克武器及7萬份軍用口糧，是芬蘭自二戰後採取中立國策的轉變。
由於俄羅斯徵兵令的緣故，不少不願參戰的役男紛紛逃往包括芬蘭在內的鄰國。因此，芬蘭政府自2022年9月30日起，禁止俄羅斯公民因私入境。。

### 法國
法国总统马克龙在全国讲话中表示，俄罗斯对乌克兰的侵略构成了“几十年来对欧洲和平和稳定的最严重攻击”。马克龙26日正式宣布對俄羅斯和白俄羅斯祭出一系列經濟制裁，並給予烏克蘭軍事以及財政援助。同時法國宣佈要在愛沙尼亞部署幻影2000-5戰機。

### 希腊
由於俄羅斯軍隊在烏克蘭對頓涅茨克州的一個村莊轟炸時有10名希臘僑民喪生，希臘文化部部長宣佈取消與任何俄羅斯文化組織相關的所有合作項目。

### 
克羅埃西亞總理安德烈·普蘭科維奇在推特上發表聲明：「我們強烈譴責俄羅斯對烏克蘭的侵略和入侵。這次無端襲擊嚴重侵犯了烏克蘭的主權和國際法」。他也會見了烏克蘭駐克羅埃西亞大使，指出克羅埃西亞將支持歐盟的制裁方案，並隨時準備向烏克蘭提供人道主義和技術援助。

### 匈牙利
曾一向採取親俄立場的匈牙利政府在2月27日改變態度，總理奧班·維克多表示匈牙利和歐盟內的其他國家一樣反對俄羅斯發動戰爭入侵烏克蘭，並會配合歐盟制裁俄羅斯的措施。隨後，他於3月25日再度表示，匈牙利不會對烏克蘭進行任何軍事援助。
5月24日，為应对俄乌冲突的影响，匈牙利总理欧尔班宣布自当天午夜起全国进入紧急状态。

### 義大利
3月4日，意大利经济财政部宣布正在没收该国境内价值1.4亿欧元的俄罗斯富豪财产。

### 拉脫維亞
2月24日，拉脫維亞總理阿特爾斯·克里斯亞尼斯·卡林斯批准了內政部制定的難民接待和住宿計劃，為來自烏克蘭的難民準備了10,000個名額，並取消了向俄羅斯公民發放的簽證。
8月11日，拉脱维亚议会将俄罗斯认定为“支持恐怖主义国家”。

### 列支敦斯登
列支敦斯登政府在其官方網站上發表的一份聲明中譴責了入侵。

### 立陶宛
立陶宛總統瑙塞達宣布，在俄羅斯對烏克蘭展開軍事行動下，立陶宛會進入緊急狀態；讓政府機構能夠因應後續危機，並要求啟動北約第四條款。另外由於孟加拉國在联合国大会谴责俄罗斯入侵乌克兰的決議上投弃权票，立陶宛政府決定取消原先向孟加拉国捐赠Covid-19疫苗的決定。

### 盧森堡
盧森堡首相格扎维埃·贝泰尔在推特上發表聲明並譴責入侵。

### 摩尔多瓦
摩爾多瓦總統馬婭·桑杜於2月24日宣布「摩爾多瓦進入緊急狀態」，表示由於俄羅斯軍隊對烏克蘭的持續入侵，他們已準備好並願意接受烏克蘭難民。

### 北馬其頓
北马其顿总统斯特沃·彭达罗夫斯基强烈谴责俄罗斯对乌克兰采取的军事行动，将不可避免地导致无法弥补的生命财产损失：「俄罗斯入侵乌克兰是对乌克兰领土完整和主权的攻击，严重违反国际法基本原则，是对民主秩序的打击，也是对欧洲稳定的威胁。他还表示，作为北约成员国，北马其顿加入了北约呼吁俄罗斯停止在乌克兰领土上的敌对行动的行列，并代表北马其顿公民在这些困难时期向乌克兰人民表示声援。

### 馬爾他
馬爾他總理羅伯特·阿貝拉表示，在歐洲領導人會議期間，馬爾他「發言贊成烏克蘭和平」，並補充說，這樣做「並沒有損害馬爾他的中立立場」，因為馬爾他憲法確認該島是一個中立國，堅持不結盟政策。

### 蒙特內哥羅
蒙特內哥羅政府强烈谴责俄罗斯对乌克兰的军事侵略。總統米洛·久卡诺维奇在推特上稱「俄罗斯违反所有国际法基本原则，破坏欧洲安全，危及欧洲稳定。我们与欧盟领导人一道呼吁俄罗斯紧急结束敌对行动，从乌克兰撤军并尊重乌克兰的领土完整和主权」。
摩納哥親王宮在一份聲明中表示：「摩納哥公國毫不拖延地通過並實施了與大多數歐洲國家相同的凍結資金和經濟制裁程式。」

### 荷蘭
荷蘭總理馬克·呂特以「最強烈的措辭」譴責俄羅斯的行動，稱「一國一人負責」，同時呼籲對俄羅斯實施「最大限度的制裁」。荷蘭國王威廉-亞歷山大和王后麥克西瑪表示，他們「向烏克蘭人民和受暴力影響的每個人表示同情」。3月29日，荷兰外交部宣佈驱逐17名俄罗斯外交官，理由是這些人在该国从事间谍活动。

### 挪威
挪威政府發表聲明譴責俄羅斯侵略烏克蘭，並於2月27日宣布增加對烏克蘭政府的支援，包括提供軍事援助，另一方面會配合歐盟對俄羅斯實施多方面的制裁，挪威主權基金將會沽清所持有的俄羅斯資產。
4月底，挪威对俄罗斯公路运输企业实施限制，拒绝为斯瓦尔巴群岛俄罗斯居民点的货物放行。這导致为斯瓦尔巴群岛俄罗斯居民点的生活补给运输受阻。
2024年5月23日，挪威政府宣佈於7日後，禁止所有俄羅斯公民及持有俄佔區簽發護照人士入境旅遊。

### 波蘭
波蘭政府宣布給予烏克蘭難民免簽證入境，且提供必要的飲食、醫療援助及臨時住宿。。不過波蘭表示不會向烏克蘭提供戰鬥機。
3月23日，波蘭內政部長宣布驅逐了45名冒充外交人員的俄羅斯間諜。

### 葡萄牙
葡萄牙總理安東尼奧·科斯塔在與國務和外交部長，國防部長和總參謀長會晤后發表的新聞聲明中「強烈譴責俄羅斯今天在烏克蘭領土上引發的軍事行動」。

### 羅馬尼亞
羅馬尼亞總統克勞斯·約翰尼斯通過推特譴責俄羅斯對烏克蘭的軍事侵略。他更確切地說，「羅馬尼亞與整個國際民主社會一道，強烈反對這種破壞國際關係基礎和現行國際法秩序的不負責任的行為」，羅馬尼亞公民應儘快離開烏克蘭。

### 圣马力诺
聖馬利諾外交部長發表聲明稱，「烏克蘭的軍事升級對所有堅信和平價值觀並強烈譴責戰爭的人民和國家來說都是一個巨大的創傷」，「聖馬利諾機構和政府此時深感震驚」。

### 塞爾維亞
塞爾維亞總統亞歷山大·武契奇於當地時間2月22日訪問摩納哥時稱，對於烏克蘭特使要求塞爾維亞譴責俄羅斯的條件，澤連斯基應當先譴責1999年北約對塞爾維亞的侵略，同時塞爾維亞將在本次事件中保持中立。2月24日，武契奇召開國家安全會議，指出部分國家在對待烏克蘭和科索沃問題上持有雙重標準。。6月10日，武契奇拒絕制裁俄羅斯。2023年3月，塞尔维亚经济部长呼吁对俄制裁，塞尔维亚总统武契奇再度表示不會制裁。不过在联合国历次关于俄罗斯的大会中，塞尔维亚均亲近乌克兰，并且已经表态不承认四州公投的结果。2023年武契奇接受彭博社采访时谴责俄罗斯入侵乌克兰。

### 斯洛伐克
斯洛伐克總理愛德華·黑格爾表示，「俄羅斯帝國主義已經以其侵略性，激進的形式在我們眼前恢復」。然而斯洛伐克政府同時聲明，不會向烏克蘭提供戰鬥機。

### 斯洛維尼亞
斯洛維尼亞總理亞內茲·揚沙在推特上譴責俄羅斯「對烏克蘭前所未有的軍事侵略」，並要求俄羅斯必須立即撤軍並充分尊重烏克蘭的領土完整，重申斯洛維尼亞對烏克蘭的支援。他也定於2022年2月25日訪問烏克蘭，與烏克蘭同行會談。烏克蘭的國旗也懸掛在盧比安納的斯洛維尼亞議會上，作為兩國團結和兄弟情誼的象徵。

### 瑞典
瑞典政府譴責俄羅斯侵略烏克蘭，首相玛格达莱娜·安德松在2022年2月27日宣布運送包括反坦克火箭炮、頭盔、防彈衣及軍用口糧在內的軍事裝備給烏克蘭政府，是瑞典自1939年芬蘇戰爭後首次向正在發生武裝衝突的國家提供武器。

### 英國

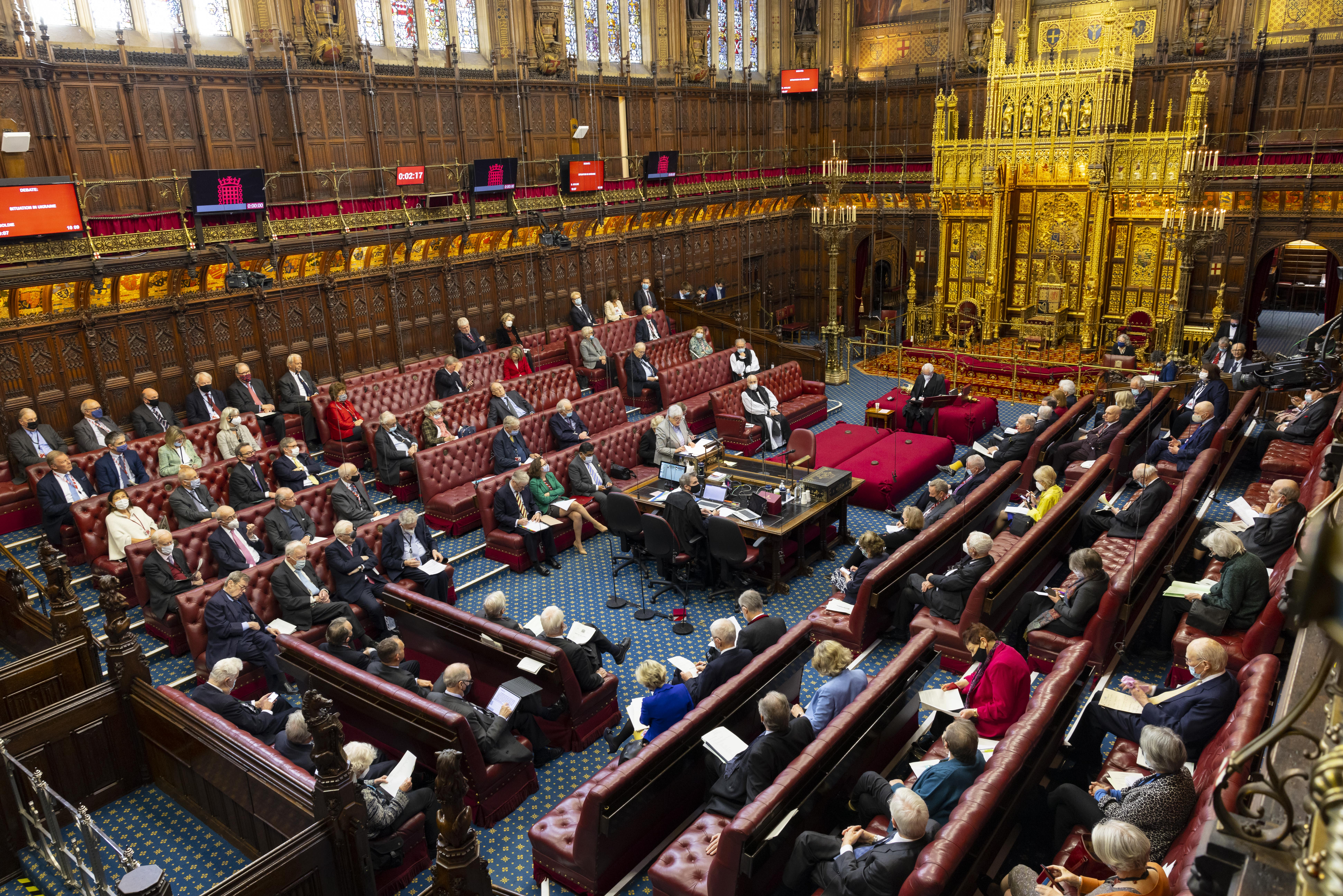
英國上議院於2022年2月25日就烏克蘭局勢進行了辯論。

英國首相鮑里斯·強森表示，他「對烏克蘭的可怕事件感到震驚」，並譴責「普京總統通過發動這次無端襲擊選擇了流血和破壞的道路」。
英國王室的劍橋公爵和劍橋公爵夫人通過推特發表聲明：「2020年10月，我們有幸會見了澤倫斯基總統和第一夫人，以了解他們對烏克蘭未來的希望和樂觀態度。今天，我們與總統和所有烏克蘭人民站在一起，因為他們勇敢地為這個未來而戰。」
英國國防部部長本·華萊士將俄羅斯的行動描述為「對民主國家的赤裸裸的侵略」。
- 直布罗陀 – 首席部長費邊·皮卡多表示，「俄羅斯今天的行動，在沒有任何挑釁或合理藉口的情況下對一個主權民主國家發動全面入侵，簡直令人震驚。我們誰也沒想到，在我們的有生之年，歐洲會出現如此不可饒恕的侵略。因此，直布羅陀與聯合王國首相、其他國家領導人和全世界人民一道，以最尖銳的措辭譴責這一行動」 [88]皮卡多於2月25日呼籲禁止今日俄罗斯电视台，直布羅陀的電視供應商也同意暫停今日俄罗斯电视台的放送。[89]
- 根西 – 根西島遵循英國的制裁制度和英國的外交政策，並將繼續這麼做。 一些已宣佈的措施將自動適用，並且已經傳達。 昨天宣佈的其他一些制裁可能需要英國的新立法，如果是這樣，各國將與英國步調一致，以確保所有新制裁都將適用並統一執行。[90]
- 马恩岛 – 曼島政府與英國政府保持密切聯繫，並將就烏克蘭局勢的發展保持密切聯繫。「我們將根據英國政府採取行動。」[91]
- 澤西 – （代理）副首席部長、上議員林登·法納姆發表聲明稱：「我們完全支持英國譴責這一侵略行動，我們將根據英國的回應迅速採取行動。根據國際法，英國最終對我們的外交關係負責，我們將同時執行英國和聯合國的制裁」。[92]

### 梵蒂冈
天主教教宗方濟各表示，乌克兰的事件造成了“他心中的巨大痛苦”。教宗呼吁在3月2日的大斋首日为和平而祈祷和禁食。26日，教宗向澤連斯基表达他对俄罗斯入侵乌克兰造成「悲惨事件的深切之痛」。
5月3日，方濟各在接受晚邮报采访时表示，是北约在俄罗斯门口叫嚣導致克里姆林宫愤怒。方濟各認為戰爭是被挑起，並且譴責了國防工業。方濟各也表揚烏克蘭人民勇敢，批評俄罗斯军队兇殘。

### 科索沃
科索沃总统韋約莎·奧斯曼尼在推特上聲明了科索沃政府的立場，表示「科索沃與烏克蘭及其人民站在一起，而他們正因俄羅斯的侵略行為而面臨無端戰爭的後果。我們將與我們的盟友合作，制止我們地區的任何動盪。俄羅斯的霸權不會成功。自由和民主將佔上風。」

### 北賽普勒斯
北賽普勒斯外交部強烈建議烏克蘭境內的所有土裔塞人採取一切可能的安全措施，並一併為那些希望離開烏克蘭的人提供服務。

### 阿布哈茲
阿布哈茲總統阿斯蘭·布扎尼亞稱俄羅斯入侵烏克蘭是絕對合理的。

### 德涅斯特河沿岸
2月26日，德涅斯特河沿岸总统瓦季姆·克拉斯諾謝利斯基在回應他所謂的謠言和虛假資訊時表示，聶斯特河沿岸是一個和平的國家，它從未計劃攻擊其鄰國，傳播這些主張的人是無法控制局勢的人或具有惡意的挑釁者。克拉斯諾謝爾斯基還提到了聶斯特河沿岸龐大的烏克蘭族人口，以及烏克蘭語如何在德涅斯特河左岸的學校教授，並且是共和國的官方語言之一。

### 南奥塞梯
南奧塞梯外交部發表聲明支持入侵烏克蘭：「南奧塞梯共和國表示支持俄羅斯聯邦決定開展特別軍事行動，保護頓巴斯居民免受基輔現民族主義政權的傷害。」

### 西兰公国
西蘭公國在一份聲明中譴責了這次入侵，「我們對烏克蘭正在發生的事件感到震驚。西蘭堅定地支持人類的自由和自決權。我們將繼續與我們的國際合作夥伴聯繫，提供我們毫無保留的支援。。麥可王子在推特上回應這場危機時說：「警告給那些一心想要污損歷史的人，那些不記得過去的人註定要重蹈覆轍。」

## 註解
1. ↑  科索沃的獨立地位有爭議，它於2008年宣佈從塞爾維亞獨立後，被美國、英國、法國等98個國家承認其是一個獨立的國家。但是，包括塞尔维亚、俄罗斯、乌克兰、中华人民共和国、西班牙、希臘、賽普勒斯等國均不承認科索沃獨立，認為科索沃是塞尔维亚的一部分
2. ↑  北賽普勒斯是一個有爭議的國家，只有一個聯合國成員國土耳其承認。它在國際上被認為是塞普勒斯共和國的一部分。
3. ↑  阿布哈茲的獨立地位是有爭議的。它于2008年在格鲁吉亚爆发的南奥塞梯战争中宣布从格鲁吉亚独立。但国际上绝大多数国家都不承认其独立，被依舊公認為是格鲁吉亚的一部分。阿布哈茲被包括俄罗斯在內的五個聯合國成員國以及四個部分或完全未承認的國家承認為獨立國家。
4. ↑  聶斯特河沿岸的地位存在爭議。该地認為自己是一個獨立國家，但未有任何国家予以承认。摩爾多瓦政府和國際社會認為聶斯特河沿岸是摩爾多瓦領土的一部分。
5. ↑  南奥塞梯的獨立地位存在爭議。它于2008年在格鲁吉亚爆发的南奥塞梯战争中宣布从格鲁吉亚独立。但国际上绝大多数国家都不承认其独立，被依舊公認為格鲁吉亚的一部分。南奥塞梯被包括俄罗斯在內的五個聯合國成員國以及四個部分或完全未承認的國家承認為獨立國家。
6. ↑  西蘭公國認為自己是一個獨立的國家，但沒有得到任何國家的承認。無論其法律地位如何，西蘭已經將其聲稱的領土作為獨立領土管理了50多年。